# Центральная городская библиотека имени Мирзы Алекпера Сабира
Центральная городская библиотека (азерб. Mirzə Ələkbər Sabir adına Mərkəzi Şəhər Kitabxanası) — библиотека, созданная в 1919 году в городе Баку, Азербайджан. Библиотека носит имя азербайджанского поэта и сатирика Мирзы Алекпер Сабира. Библиотека располагается на улице Ислама Сафарли в здании 1904 года.

## История
В 1918 году Департамент культуры и образования Союза Азербайджанского Потребительского общества принял решение открыть публичную библиотеку. Однако, не было возможности для библиотеки найти литературу на азербайджанском языке. Книги в основном хранились в личных библиотеках. После многих трудностей были собраны книги, посвященные исламской истории и старым темам, опубликованные братьями Оруджевыми на арабском и персидском языках. В первые годы существования библиотеки было несколько сотен книг и очень мало читателей. 
Официальное открытие библиотеки состоялось в марте 1919 года.
В открытии Центральной Городской Библиотеки сыграли немаловажную роль такие общественные деятели как Нариман Нариманов, Дадаш Буниатзаде, Абдулрагим Хагвердиев, Юсиф Чеменземенли, Мамед Ордубади.
В 1920 году библиотека была размещена на втором этаже здания № 13, расположенного по улице Азизбекова (ныне улица Ислама Сафарли). На тот период книжный фонд состоял из турецкой, арабской и персидской литературы, а также в малом количестве азербайджаноязычной литературы.
В 1929 году библиотечный фонд насчитывал 1300 экземпляров книг, число читателей — 4000 человек.
Библиотека имени Сабира, выполняла обязанности по подготовке кадров для культурных и образовательных центров, играла заметную роль в подготовке специалистов для библиотек республики. До 1938 года библиотекари страны не имели специальной школы для подготовки сотрудников библиотеки, и их первый опыт был проведен в Центральной Городской Библиотеке имени М. А. Сабира.
В 1941 году в библиотеке был создан первый библиографический отдел среди библиотек в Азербайджане.

## Здание
Здание Центральной Городской Библиотеки имени Сабира было построено в 1904 году в стиле необарокко по проекту архитектора Вартана Саркисова. Первоначально здание принадлежало нефтепромышленнику Илье Агеевичу Егиазарову. В двухэтажном доме удачно использована богатая пластика ордерной системы с новым строительным материалом, поливным кирпичом красного цвета, имеющим важное значение для эстетического качества сооружения.